# Pseudogaudryininae
Pseudogaudryininae es una subfamilia de foraminíferos bentónicos de la familia Pseudogaudryinidae, de la superfamilia Eggerelloidea, del suborden Textulariina y del orden Textulariida. Su rango cronoestratigráfico abarca desde el Cretácico superior hasta la Actualidad.

## Clasificación
Pseudogaudryininae incluye a los siguientes géneros:
- Clavulinoides †
- Clavulinopsis †
- Connemarella †
- Hemlebenia †
- Migros
- Paragaudryinella †
- Pseudoclavulina †
- Pseudogaudryina
- Valvoreussella †

Otro género inicialmente asignado a Pseudogaudryininae y actualmente clasificado en otra familia es:
- Paramigros †, ahora en la Familia Verneuilinidae